# Swjatoi Pawel (Schiff, 1794)
Die Swjatoi Pawel (russisch Святой Павел, Heiliger Paul) war ein 84-Kanonen-Linienschiff (Zweidecker) der Schwarzmeerflotte der Kaiserlich Russischen Marine.

## Geschichte
Die spätere Swjatoi Pawel wurde unter der Bauaufsicht des Schiffbaumeisters Semjon Iwanowitsch Afanasiew (Семён Иванович Афанасьев) am 20. November 1791 in einer Werft in Nikolajew auf Kiel gelegt. Der Stapellauf erfolgte am 9. August 1794.
Während der Kriege gegen Napoleon war die Swjatoi Pawel im Mittelmeer eingesetzt und wirkte an der Befreiung von Malta und Korfu mit. In dieser Zeit war sie Flaggschiff des Admirals Fjodor Fjodorowitsch Uschakow.

## Technische Beschreibung
Die Swjatoi Pawel war als Batterieschiff mit zwei durchgehenden Geschützdecks konzipiert und hatte eine Länge von 54,86 Metern (Geschützdeck), eine Breite von 15,24 Metern und einen Tiefgang von 6,24 Metern. Sie war ein Rahsegler mit drei Masten (Fockmast, Großmast und Kreuzmast). Der Rumpf schloss im Heckbereich mit einem Heckspiegel, in den Galerien integriert waren, die in die seitlich angebrachten Seitengalerien mündeten.
Die Besatzung hatte eine Stärke von 1.030 Mann. Die Bewaffnung bestand bei Indienststellung aus 90 Geschützen, wobei sich die Anzahl im Laufe ihrer Dienstzeit änderte.
|        | Unteres Batteriedeck                      | Oberes Batteriedeck                       | Backdeck                | Achterdeck              | Poopdeck            | Kanonen (Geschossgewicht) |
| ------ | ----------------------------------------- | ----------------------------------------- | ----------------------- | ----------------------- | ------------------- | ------------------------- |
| Design | 24 × 36-Pfünder-Kanonen 6 × 1-Pud-Licorne | 26 × 18-Pfünder-Kanonen 6 × 1-Pud-Licorne | 24 × 18-Pfünder-Kanonen | 24 × 18-Pfünder-Kanonen | 4 × 1⁄4-Pud-Licorne | 90 Geschütze (590,31 kg)  |
| 1798   | 24 × 36-Pfünder-Kanonen 6 × 1-Pud-Licorne | 26 × 18-Pfünder-Kanonen 6 × 1-Pud-Licorne | 22 × 6-Pfünder-Kanonen  | 22 × 6-Pfünder-Kanonen  |                     | 84 Geschütze (492,42 kg)  |

## Ähnliche Schiffe
- Tonnant-Klasse – Klasse französischer 80-Kanonen-Linienschiffe
- Caesar – britisches 80-Kanonen-Linienschiff (1793–1821)